# Episodi di Un caso per due (undicesima stagione)
L'undicesima stagione della serie televisiva tedesca Un caso per due, composta da 10 episodi, è andata in onda in Germania sul canale ZDF a partire dal 25 gennaio 1991.
| nº | Titolo originale     | Titolo italiano                  | Prima TV Germania | Prima TV Italia |
| -- | -------------------- | -------------------------------- | ----------------- | --------------- |
| 1  | Schneewalzer         | Un corriere insospettabile       | 25.01.1991        |                 |
| 2  | Schleuderkurs        | Il vero colpevole                | 01.03.1991        |                 |
| 3  | Kopfgeld             | Una trappola per Matula          | 12.04.1991        |                 |
| 4  | Eiskalt              | Reo confesso, presunto innocente | 24.05.1991        |                 |
| 5  | Helens Geheimnisse   | Insano proposito                 | 05.07.1991        |                 |
| 6  | Hannas letzte Liebe  | L'ultimo amore di Hanna          | 26.07.1991        |                 |
| 7  | Die Sünden der Väter | Le colpe dei padri               | 16.08.1991        |                 |
| 8  | Blattschuß           | Ucciso al primo colpo            | 27.09.1991        |                 |
| 9  | Tod frei Haus        | Assassinio a domicilio           | 15.11.1991        |                 |
| 10 | Filmriß              | Un buon movente                  | 13.12.1991        |                 |

## Un corriere insospettabile
- Titolo originale: Schneewalzer
- Diretto da: Michael Mackenroth
- Scritto da: Wolfgang Büld e Stefan Cantz
- Interpreti: Claus Theo Gärtner - Josef Matula, Rainer Hunold - Dr. Rainer Franck, Maxl Graf - Karl Kärner, Monika Dahlberg - Waltraud Kärner, Anja Franke - Monika Kärner, Stefan Hunstein - Axel Kärner, Peer Augustinski - Dölger, Zygmunt Apostol - Roth, Liesel Christ - vicina, Sofie Engelke, Walter Flamme, Dinah Helal, Martin Jente – affitta, Uwe-Karsten Koch, Renate Kohn - Helga, Benjamin Krämer, Christiane Krüger, Silvan-Pierre Leirich, Andreas Mach, Andreas Mannkopff - Winfried Wint

### Trama
Anche quando Winfried, il batterista del trio musicale folk Kärner, muore durante un concerto in una pausa mentre fuma un sigaro, il duo marito e moglie, indefessi, mostrano sempre serenità. Durante la perquisizione del bus usato per la tournée si scopra della droga in una custodia per strumenti.

## Il vero colpevole
- Titolo originale: Schleuderkurs
- Diretto da: Jörg Grünler
- Scritto da: Peter Hemmer
- Interpreti: Claus Theo Gärtner - Josef Matula, Rainer Hunold - Dr. Rainer Franck, Karin Baal - Elke Niemann, Volker Brandt - Dornhagen, Raphaela Dell - gioielliera, Marek Harloff - Felix, Hans-Joachim Heist, Renate Kohn - Helga, Michael Mendl - Willi Neumann, Edwin Noel - giudice, Felix von Manteuffel - procuratore, Helen Wernitz, Alexa Wiegandt - Jutta Niemann

### Trama
Willi Niemann, cliente dell'avvocato Franck è in prigione, accusato di aver partecipato ad una rapina in gioielleria come autista e accusato dell'omicidio del gioielliere. Tenta il suicidio, in realtà simulato. Un giorno prima dell'inizio del processo la moglie Elke da mandato all'avvocato Franck per la difesa.

## Una trappola per Matula
- Titolo originale: Kopfgeld
- Diretto da: Jörg Grünler
- Scritto da: Matthias Herbert
- Interpreti: Claus Theo Gärtner - Josef Matula, Rainer Hunold - Dr. Rainer Franck, Slaheddine Ben Saad - Madarak Lavassani, András Gönczöl, Renate Kohn - Helga, Till Krabbe - Benjamin Krämer, Ruth Kähler, Horst Günter Marx - Thomas Kross, Claus-Dieter Reents, Armin Rohde, Udo Samel - Kommissar, Monika Schwarz - Sylvia Lavassani, Werner Schwuchow - Mites van Oepen, Helen Vita - Puffmutter

### Trama
Un uomo d'affari ingaggia Matula per seguire un suo dipendente, Madarak Lavassani libanese. Durante il pedinamento Lavassani viene ucciso. Matula vede il killer ma verrà inseguito egli stesso dalla polizia, accusato di omicidio.

## Reo confesso, presunto innocente
- Titolo originale: Eiskalt
- Diretto da: Frank Strecker
- Scritto da: Matthias Herbert
- Interpreti: Claus Theo Gärtner - Josef Matula, Rainer Hunold - Dr. Rainer Franck, Karin Anselm - Angelika Hude, Helga Bender, Matthias Harke, Stefan Hunstein - Kurt, Renate Kohn - Helga, Edwin Marian - Schatte, Michael Marwitz - Capella, Martin May - Michael Hude, Nele Mueller-Stöfen - Dagmar Hoever, Christa Maria Netsch, Walter Renneisen - Kommissar, Frank Strecker - Thomas Kleber, Ulrike Stürzbecher - Sarah, Saskia Vester - Petra

### Trama
Michael Hude è arrestato per l'uccisione della guardia giurata di un centro commerciale. Ammette l'omicidio ma la madre non crede alla confessione del figlio e ingaggia l'avv. Franck.

## Insano proposito
- Titolo originale: Helens Geheimnisse
- Diretto da: Wolfgang F. Henschel
- Scritto da: Marran Gosov
- Interpreti: Claus Theo Gärtner - Josef Matula, Rainer Hunold - Dr. Rainer Franck, Uwe Ochsenknecht - Bruno Maschke, Wolfgang Forester - Herr Lampert, Dana Geissler - Rosa, Petra Maria Grühn - Konni Glas, Matthias Harke, Günter Kasch, Dieter Kirchlechner - Kommissar Semmler, Renate Kohn - Helga, Claudia Messner - Thea, Carmen Motz - Helen Glas, Doris Pusinelli, Stephan Schwartz - Pit Rohrmann

### Trama
Durante uno spostamento in auto l'avv. Franck e Matula salvano un suicida che voleva gettarsi dal ponte sul fiume della città. Maschke appena uscito di prigione viene lasciato dalla moglie Helen. Rainer organizza un incontro tra i due, ma all'appuntamento la moglie viene trovata morta.

## L'ultimo amore di Hanna
- Titolo originale: Hannas letzte Liebe
- Diretto da: Kaspar Heidelbach
- Scritto da: Karl Heinz Willschrei
- Interpreti: Claus Theo Gärtner - Josef Matula, Rainer Hunold - Dr. Rainer Franck, Sabine Kaack - Hanna Kramer, Klaus J. Behrendt - Walter Schultheis, Iris Disse - Elke, Renate Kohn - Helga, Eva Kotthaus - Frau Schultheis, Leonard Lansink - Kommissar Hinze, Manfred Lehmann - Erich Wedekind, Volker Niederfahrenhorst - Franjo, Ronald Nitschke, Armin Rohde - Heiko, Mites van Oepen, Alexa Wiegandt, Sascha Zinty

### Trama
La prostituta Hanna vuole lasciare il lavoro e sposarsi con l'amato Walter. Chiederà all'avv. Franck di aiutarla a lasciare il suo sfruttatore. Matula la proteggerà, ma una sera in albergo verrà trovata morta.

### Colonna sonora
- Hot Chocolate, It Started With a Kiss

## Le colpe dei padri
- Titolo originale: Die Sünden der Väter
- Diretto da: Bernd Fischerauer
- Scritto da: Eva Kummeth e Horst Kummeth
- Interpreti: Claus Theo Gärtner - Josef Matula, Rainer Hunold - Dr. Rainer Franck, Jeanette Becker, Gerd Böckmann - Dr. Tiedemann, Ingrid Domann, Bernd Fischerauer, Regine Hackethal, Imo Heite, Carola Höhn, Martin Jente, Brigitte Karner - Frau Tiedemann, Renate Kohn - Helga, Horst Kummeth - Bernd Gröber, Ruth Kähler, Gunther Malzacher - Mustafa Tüyen, Fritz Müller-Scherz, Meral Perin, Werner Schwuchow - Kommissar

### Trama
Una ragazza turca viene uccisa a Francoforte e il padre chiede all'avv. Franck di difendere il figlio Ismail, accusato di avere un comportamento antioccidentale verso la sorella.

## Ucciso al primo colpo
- Titolo originale: Blattschuß
- Diretto da: Michael Mackenroth
- Scritto da: Josef Rölz
- Interpreti: Claus Theo Gärtner - Josef Matula, Rainer Hunold - Dr. Rainer Franck, Monika Baumgartner - Frau Seiffert, Rolf Becker - Herr Düllmann, Martina Gedeck - Angela Düllmann, Klaus Götte, Raimund Harmstorf - Theo Karnick, Dieter Junck, Uwe Karsten Koch, Renate Kohn - Helga, Till Krabbe, Hansjoachim Krietsch, Uli Krohm - giardiniere, Claudia Matschulla, Armin Nufer, Svenja Pages - Anette Düllmann, Gisbert Rüschkamp - imprenditore, Rosemarie Schubert

### Trama
Düllmann scopre un ladro nella sua villa e lo uccide. La moglie del ladro, Seiffert, non crede che il marito abbia potuto fare questo. Pensa a un omicidio volontario.

## Assassinio a domicilio
- Titolo originale: Tod frei Haus
- Diretto da: Michael Mackenroth
- Scritto da: Theo Regnier
- Interpreti: Claus Theo Gärtner - Josef Matula, Rainer Hunold - Dr. Rainer Franck, Ulrich Faulhaber - Joachim Opitz, Eberhard Feik - Thomas Spengler, Gert Haucke - Dr. Hanstädter, Dietrich Hollinderbäumer - procuratore, Renate Kohn - Helga, Horst Krebs - Hauptkommissar, Nikola Kress, Andreas Mach, Doris Pusinelli, Maja Scholz - Gutachterin, Roland Teubner - Rüdiger Neitzel, Bodo G. Toussaint, Giselle Vesco, Steffen Wilhelm, Peter Zilles - giudice, August Zirner - Beckmann

### Trama
L'avv. Franck viene incaricato della difesa di Thomas Spengler, che sta in prigione da mesi: è accusato di estorsione nei confronti di un supermercato, dove minacciava di avvelenare il cibo.

## Un buon movente
- Titolo originale: Filmriß
- Diretto da: Kaspar Heidelbach
- Scritto da: Wolfgang Büld
- Interpreti: Claus Theo Gärtner - Josef Matula, Rainer Hunold - Dr. Rainer Franck, Christoph M. Ohrt - Sascha Rentrop, Katja Flint - Tanja, Robert Atzorn - Ingo Wilhelms, Mark Bellinghaus - Stricher-Typ, Roswitha Benda, Helga Bender, Michael Brandner - Barmann, Achim Buch - Kommissar, Johnny C. Copeland - cantante, Joana Elste, Renate Kohn - Helga, Udo Poppitz, Bernd Ripken, Tamara Rohloff - Carola Schwendtner, Jürgen Schornagel - Kraski, Thomas Thieme - Bruno Niemeyer, Sabine von Maydell - Anita Wilhelms

### Trama
Matula viene assunto da Tanja Wilhelms, che vuole sapere se il marito la tradisce. Una volta confermato il sospetto, la donna si ubriaca una notte e incontra il fotografo Sascha Rentrop, ex collaboratore del marito. Dopo la notte passata insieme viene ritrovato morto Rentrop.

### Colonna sonora
- Klaus Doldinger's Passport, Inner City Blues
- Zarah Leander, Der Wind hat mir ein Lied erzählt